# Susanne Wetzel
Susanne Gudrun Wetzel ist eine deutsche Informatikerin und Hochschullehrerin am Department of Computer Science des Stevens Institute of Technology (SIT) in Hoboken (New Jersey). 

## Werdegang
Wetzel schloss 1993 ein Informatik-Studium an der Universität Karlsruhe (Technische Hochschule) ab und wurde 1998 bei Johannes Buchmann an der Universität des Saarlandes mit einer Dissertation zum Thema „Lattice Basis Reduction Algorithms and their Applications“ in Informatik promoviert. Anschließend folgten Forschungsaktivitäten für DaimlerChrysler in Stuttgart, Lucent Technologies Bell Laboratories in Murray Hill (New Jersey) und RSA Laboratories in Stockholm. 2002 wechselte sie als Assistant Professor an das Stevens Institute of Technology (SIT) in Hoboken. Heute ist sie Full Professor am Computer Science Department des SIT.
Die Forschungsschwerpunkte von Susanne Wetzel liegen in Kryptographie und Algorithmischer Zahlentheorie. Innerhalb der Kryptographie fokussiert sie sich vor allem auf abgesicherte Mehrparteienberechnung („Secure multi-party computation“ (SMC) mit Anwendungen im Tauschhandel, der Kontenabstimmung, elektronischen Abstimmungen und Auktionen), Wireless Security, Privacy und Biometrie. In der Algorithmischen Zahlentheorie konzentriert sich ihre Forschung vor allem auf Verband-Theorie („lattice theory“) und hier insbesondere die Entwicklung neuer Algorithmen und Heuristiken zur Basisreduktion von Verbänden („lattice basis reduction“). Ihre Forschungsprojekte wurden gefördert von National Science Foundation (NSF), Department of Homeland Security (DHS) and Department of Defense (DoD).
Wetzel ist Mitgestalterin und Direktorin des Programms für den Hochschulgrad „Bachelor of Science in Cybersecurity“ am SIT. Sie leitet auch das SIT-Stipendiatenprogramm „Scholarships for Service“. Wetzel ist Mitglied des Ausschusses zum „Colloquium for Information Systems Security Education“ (CISSE), gehört dem Vorstand des „Center for Discrete Mathematics and Theoretical Computer Science“ (DIMACS) an und gehört zu den am INSuRE-Projekt („Information Security Research and Education“) beteiligten Forschern. Für das „Secure and Trustworthy Cyberspace“ (SaTC) Programm in der National Science Foundation fungiert sie als Programmdirektorin.

## Patente
- Patent  US6574455: Method and Apparatus for Ensuring Security of Users of Bluetooth-enabled Devices. Veröffentlicht am 3. Juni 2003, Erfinder: Markus Jakobsson, Susanne Wetzel.‌
- Patent  US6901145: Generation of Repeatable Cryptographic Key Based on Varying Parameters. Veröffentlicht am 31. Mai 2005, Erfinder: Philip L. Bohannon, Markus Jakobsson, Fabian Monrose, Michael Kendrick Reiter, Susanne Wetzel.‌
- Patent  US6950937: Secure Distributed Computation in Cryptographic Applications. Veröffentlicht am 27. September 2005, Erfinder: Markus Jakobsson, Susanne Wetzel.‌
- Patent  US6981157: Method and Apparatus for Ensuring Security of Users of Short Range Wireless Enable Devices. Veröffentlicht am 27. Dezember 2005, Erfinder: Markus Jakobsson, Susanne Wetzel.‌

## Publikationen (Auszug)

### Buchbeiträge
- mit Markus Jakobsson, Erik Stolterman und Liu Yang: Technical Defense Techniques. In: Markus Jakobsson, Zulfikar Ramzan: Crimeware. Addison-Wesley 2008, ISBN 978-0-13-270196-9 (eingeschränkte Vorschau)

### Aufsätze in Fachzeitschriften
- D. Savarte, S. Wetzel, W. Patterson: Analyzing Massively Collaborative Mathematics Projects. In: The Mathematical Intelligencer. Springer. Band 33, Nr. 1, 2011, S. 9–18.
- J. Cordasco, S. Wetzel: Cryptographic versus Trust-based Methods for MANET Routing Security. In: Electronic Notes in Theoretical Computer Science. Elsevier. Band 197, Nr. 2, 2008, S. 131–140.
- A. Tsow, M. Jakobsson, L. Yang, S. Wetzel: Warkitting: the Drive-by Subversion of Wireless Home Routers. In: Journal of Digital Forensics Practice. Band 1, Nr. 3, 2006, S. 179–192.
- W. Backes, S. Wetzel: Heuristics on Lattice Basis Reduction in Practice. In: ACM Journal on Experimental Algorithms. 7. 2002
- F. Monrose, Reiter, M.K., Wetzel, S.: Password Hardening based on Keystroke Dynamics. In: International Journal of Information Security. Springer. Band 1, Nr. 2, 2002, S. 69–83.

### Kongressbeiträge
- T. Lechler, S. Wetzel, R. Jankowski: Identifying and Evaluating the Threat of Transitive Information Leakage in Healthcare Systems. In: Proceedings of the 44th Hawaii International Conference on System Sciences (HICSS 44). 2011, ISBN 978-0-7695-4282-9.
- D. Mayer, D. Teubert, S. Wetzel, Meyer, U.: Implementation and Performance Evaluation of Privacy-preserving Fair Reconciliation Protocols on Ordered Sets. In: Proceedings of the 1st ACM Conference on Data and Application Security and Privacy (CODASPY). 2011, ISBN 978-1-4503-1376-6, S. 109–120.
- D. Mayer, G. Neugebauer, U. Meyer, S. Wetzel: Enabling Fair and Privacy-preserving Applications Using Reconciliation Protocols on Ordered Sets. In: Proceedings of the 34th IEEE Sarnoff Symposium. 2011, ISBN 978-1-61284-681-1.
- C. Tang, D. Naumann, S. Wetzel: Symbolic Analysis for Security of Roaming Protocols in Mobile Networks. In: Proceedings of 7th International Conference on Security and Privacy in Communication Networks (Securecomm). 2011, ISBN 978-3-642-31909-9.
- W. Backes, S. Wetzel: Parallel Lattice Basis Reduction – The Road to Many-Core. In: Proceedings of the 13th IEEE International Conference on High Performance Computing and Communications (HPCC). 2011, ISBN 978-1-4577-1564-8.
- W. Backes, S. Wetzel: Improving the Parallel Schnorr-Euchner LLL Algorithm. In: Proceedings of 11th International Conference on Algorithms and Architectures for Parallel Processing (ICA3PP). 2011, ISBN 978-3-642-24649-4 (eingeschränkte Vorschau)
- M. Braun, U. Meyer, S. Wetzel: Efficient Mutual Authentication for Multi-Domain RFID Systems Using Distributed Signatures (Award for Most Innovative Technology-Related Paper). In: 4th International IFIP WG 11.2 Workshop for Information Security Theory and Practices (WISTP). 2010, ISBN 978-3-642-12368-9, S. 122–137 (eingeschränkte Vorschau)
- J. Cordasco, S. Wetzel: An Attacker Model for MANET Routing Security. In: 2nd ACM Conference on Wireless Network Security (WiSec). 2009, S. 87–94.
- W. Backes, S. Wetzel: Parallel Lattice Basis Reduction using a Multi-Threaded Schnorr-Euchner LLL Algorithm. In: 15th International European Conference on Parallel and Distributed Computing (Euro-Par). 2009, ISBN 978-3-642-03869-3, S. 960–973 (eingeschränkte Vorschau)
- M. Jakobsson, L. Yang, S. Wetzel: Quantifying the Security of Preference-based Authentication. In: ACM CCS 2008 Workshop on Digital Identity Management (DIM). 2008, S. 61–69.
- M. Jakobsson, E. Stolterman, S. Wetzel, L. Yang: „Love and Authentication“, ACM Computer/Human Interaction Conference (CHI). 2008.
- U. Meyer, S. Wetzel, S. Ioannidis: Distributed Privacy-Preserving Policy Reconciliation. In: IEEE International Conference on Communications (ICC). 2007, S. 1342–1349.
- W. Backes, S. Wetzel: An Efficient LLL Gram Using Buffered Transformations. In: 10th International Workshop on Computer Algebra in Scientific Computing (CASC). Springer. 2007, ISBN 978-3-540-75186-1, S. 31–44 (eingeschränkte Vorschau)
- U. Meyer, S. Wetzel: Introducing History-Enriched Security Context Transfer to Enhance the Security of Subsequent Handover. In: 3rd IEEE International Workshop on Pervasive Computing and Communication Security (PerSec). 2006, S. 277–282.